# Vasili Lazarev
Vasili Grigoryevich Lazarev (russo :Василий Григорьевич Лазарев) (Poroshino, 23 de fevereiro de 1928 - Moscou, 31 de dezembro de 1990), foi um cosmonauta soviético que voou na missão Soyuz 12 e no lançamento abortivo da Soyuz 18a.
Ele se machucou devido à alta aceleração da abortagem e aterrissagem e lhe foi negada indenização devido a isto, tendo ele que apelar diretamente a Brezhnev para recebê-la.
Lazarev possuía um doutorado em medicina e a classificação de coronel na Força Aérea Soviética. Ele permaneceu no programa espacial até 1981.
Ele morreu de envenenamento de álcool em Moscou.